# 夕鶴 (オペラ)
『夕鶴』（ゆうづる）は、團伊玖磨が作曲した全1幕のオペラである。木下順二の戯曲『夕鶴』を台本としている。第1回山田耕筰作曲賞、第5回井庭オペラ賞、毎日音楽賞を受賞した。

## 作曲の経緯
まず、1949年の春に劇の付帯音楽が作曲された。その後オペラ化を決意し、一言一句戯曲を変更してはならないという木下からの承諾条件の下、1950年頃作曲に着手、翌1951年に完成した。
1956年10月8日、改訂版を完成した。

## 初演
1952年1月30日、大阪朝日会館に於いて、藤原歌劇団による。改訂版初演は1957年6月27日、チューリッヒ音楽祭にて。その後2022年までに上演回数は800回を越え、日本の創作オペラとして最大のヒット作、ロングセラーとなっている。

## 演奏時間
約1時間50分

## 楽器編成
フルート2（1はピッコロ持替え）、オーボエ2、クラリネット1、ファゴット2、ホルン4、トランペット2、トロンボーン3、テューバ、ハープ、ティンパニ、トライアングル、シンバル、タムタム、小太鼓、大太鼓、弦五部（第1ヴァイオリン、第2ヴァイオリン、ヴィオラ、チェロ、コントラバス）

## 登場人物
- 与ひょう（テノール）：百姓
- つう（ソプラノ）：与ひょうの女房
- 運ず（バリトン）
- 惣ど（バス）
- 子供たち（児童合唱）

## あらすじ
- 第1部
- 第2部